# Boroneddu
Boroneddu è un comune italiano di 139 abitanti della provincia di Oristano in Sardegna. Si trova nella regione storica del Guilcer a 216 metri sul livello del mare.

## Storia
Il territorio fu abitato già in epoca nuragica, come testimoniato dalla presenza di numerosi nuraghi.
Appartenne al giudicato di Arborea e fece parte della curatoria di Guilcer, detta poi di Ozier Real, di cui fu capoluogo prima Abbasanta e poi Sedilo. Alla caduta del giudicato (1420) passò sotto il dominio aragonese, e nel 1435 venne concesso in feudo dal re di Aragona e Sardegna a Galcerando de Requenses. Precedentemente, nel 1416, era stato concesso con tutto il Gilciber e il territorio di Parte Barigadu a Valore de Ligia, un arborense che aveva tradito il giudice di Arborea Ugone III nel corso delle guerre tra Arborea e Aragona; tuttavia quando il De Ligia e il figlio Bernardo si recarono a prendere possesso del territorio, furono uccisi a Zuri insieme alla loro scorta dagli abitanti delle due curatorie. Nel 1537 i quattro paesi di Tadasuni, Boroneddu, Sedilo e Zuri vennero venduti da un nipote di Galcerando de Requenses ai Torresani, e nel 1566 formarono una contea confermata in feudo agli stessi Torresani. Estinta la famiglia Torresani, nel 1725 passarono al fisco regio. Nel 1737 la contea fu elevata a marchesato, concesso al canonico Francesco Solinas e successivamente ai Delitala, ai quali fu riscattato nel 1839 con l'abolizione del sistema feudale.
Dal 1927 il comune fu aggregato a quello di Ghilarza, per recuperare la propria autonomia nel 1958.

### Simboli
Lo stemma e il gonfalone del comune di Boroneddu sono stati concessi con decreto del presidente della Repubblica del 17 giugno 2009.
Il gonfalone è un drappo di giallo con la bordatura di verde.

## Società

### Evoluzione demografica
Abitanti censiti

### Etnie e minoranze straniere
Secondo i dati ISTAT al 31 dicembre 2010 la popolazione straniera residente era di 2 persone. Le nazionalità maggiormente rappresentate in base alla loro percentuale sul totale della popolazione residente erano:
Marocco 2 1,23%

### Lingue e dialetti
La variante del sardo parlata a Boroneddu è riconducibile alla Limba de mesania.

## Amministrazione
| Periodo        | Periodo        | Primo cittadino      | Partito                             | Carica  | Note  |
| -------------- | -------------- | -------------------- | ----------------------------------- | ------- | ----- |
| 10 giugno 2018 | 29 maggio 2023 | Fabrizio Miscali     | Lista civica "Insieme per crescere" | Sindaco | [ 6 ] |
| 29 maggio 2023 | in carica      | Angelo Serafino Mele | Lista civica "Rinascita Boroneddu"  | Sindaco | [ 7 ] |